# Константин I Шкотски
Константин I (енгл. Constantine I, гелски Causantín mac Cináeda, владао 863-877), трећи краљ Шкотске.

## Историја
Рођен је као Косантин Мекенет (дословно Константин, син Кенетов) син првог шкотског краља, Кенета Мекалпина. У тек формираној шкотској краљевини (све до Малколма III) власт није преносила по наслеђу, већ избором међу члановима краљевске породице од стране водећих великаша, заснованим углавном на ратничким заслугама и популарности кандидата. Тако Константин није постао краљ после очеве смрти 860. године. За краља је изабран његов стриц Доналд I, који је већ 863. погинуо у борби против Викинга. Константин је наследио стрица на власти и читава његова владавина протекла је у борби против паганских Викинга (Данаца), који су управо у то време освојили суседну англосаксонску краљевину Нортамбрију, учврстили се у Ирској и борили се за превласт над Енглеском са Алфредом Великим (871-899), краљем Весекса. Погинуо је 877. године у борби против Викинга и сахрањен је у манастиру Јона. Наследио га је брат, Аед Шкотски.